# جون مونك سوندرز
جون مونك سوندرز (بالإنجليزية: John Monk Saunders)‏ (22 نوفمبر 1897، هينكلي في الولايات المتحدة - 11 مارس 1940، فورت مايرز في الولايات المتحدة)؛ مخرج أفلام، كاتب سيناريو وروائي أمريكي.

## الجوائز
- منحة رودس

## روابط خارجية
- جون مونك سوندرز على موقع IMDb (الإنجليزية)
- جون مونك سوندرز على موقع الموسوعة البريطانية (الإنجليزية)
- جون مونك سوندرز على موقع ألو سيني (الفرنسية)
- جون مونك سوندرز على موقع أول موفي (الإنجليزية)
- جون مونك سوندرز على موقع قاعدة بيانات برودواي على الإنترنت (الإنجليزية)
- جون مونك سوندرز على موقع قاعدة بيانات الأفلام السويدية (السويدية)
- جون مونك سوندرز على موقع قاعدة بيانات الفيلم (الإنجليزية)
- جون مونك سوندرز على موقع كينوبويسك (الروسية)